# Abraham Patras
Abraham Patras (Grenoble, 22 mei 1671 – Batavia, 3 mei 1737) was een gouverneur-generaal in Batavia van 1735 tot 1737, en de enige Fransman of Zwitser, die werd aangesteld in die functie. Zijn familie behoorde tot de hugenoten en vluchtte in 1685 na de herroeping van het Edict van Nantes naar Nederland.

## Biografie
Abraham was eerst werkzaam in Amsterdam op het kantoor van de koopman Nathaniël Gauthier. Hij vertrok aan boord van de Hobree voor de Kamer van Enkhuizen als soldaat op 4 januari 1690 naar Indië. In 1700 zat hij op Ambon; in 1703 was hij gestationeerd op Ternate.
In 1707 werd hij opperhoofd te Jambi waar een aanslag op de loge plaatsvond. Patras werd door een dolkstoot zwaargewond, maar hij herstelde. In 1724 kreeg hij de zeer voordelige functie van directeur van de VOC in Bengalen. In 1731 werd hij benoemd tot buitengewoon lid van de Raad van Indië.
Na het overlijden van gouverneur-generaal Dirk van Cloon op 10 maart 1735, werd Patras zeer verrassend gouverneur-generaal zonder ooit gewoon lid van de Raad van Indië te zijn geweest, een grote zeldzaamheid in de geschiedenis van de compagnie. Dit was een gevolg van grote onenigheid in de Raad (Adriaan Valckenier en Gustaaf Willem van Imhoff lagen met elkaar overhoop) en hij kreeg een gelijk aantal stemmen als Valckenier (drie van de twaalf). Door middel van het trekken van een briefje uit een hoed overdekt met een zakdoek, bepaalde het lot dat hij als gouverneur-generaal gekozen werd. Patras, de jongste in de raad, was daar zelf overigens niet blij mee, maar nam de functie aan onder voorwaarde dat er zodra er een betere figuur beschikbaar zou zijn deze de functie van hem zou moeten overnemen. Op 11 maart 1735 werd de 64-jarige aangesteld als provisioneel gouverneur-generaal, totdat ook de Heren XVII zijn benoeming goedkeurden.
Gedurende de korte periode van zijn bestuur hebben geen belangrijke gebeurtenissen plaatsgevonden. Hoewel hij een bekwaam bestuurder was en door zijn vele omzwervingen een grote kennis van het gebied had opgebouwd, was hij geen krachtige gouverneur-generaal. De landvoogdij werd overgenomen door Adriaan Valckenier.
In 1734 liet hij zijn Zwitserse neef Anthony Patras naar Batavia overkomen om zijn erfgenaam te worden. Anthony werd in 1745 benoemd als burgemeester van Sloten (Friesland).